# Хьюмс, Рошель
Роше́ль Ю́ла Айли́н Хьюмс (ранее фамилия была Уайзман, англ. Rochelle Eulah Eileen Humes; 21 марта 1989, Бэркинг, Большой Лондон, Англия, Великобритания) — британская певица, автор песен, композитор, актриса и танцовщица. Известна как солистка коллективов The Saturdays и S Club 8.

## Ранняя жизнь
Рошель родилась в районе Бэркинг, Большой Лондон. Она посещала Академию Фрэнсис Бардсли для девочек в Хорнчерче, Хейверинг, а также училась в Школе исполнительских искусств. Родители Рошель развелись, когда ей было три года, и её воспитывали мать и дядя, Пол Инс. У Хьюмс ямайское происхождение по отцовской линии и английское по матери.

## Музыкальная карьера

### 2001—2005:S Club JuniorsиS Club 8
Группа S Club Juniors была сформирована в 2001 году как часть реалити-сериала, известного как S Club Search . Впоследствии, 19 Entertainment, управляющая компания, которая создала S Club 7 и прослушивала S Club Juniors, решила, что они должны стать разогревом S Club 7 на всех площадках их грядущего тура. К концу тура у S Club Juniors появилось немало фанатов, и Polydor Records заключили с группой контракт. Их первый сингл назывался «One Step Closer». Он был продвинут телевизионным сериалом S Club Junior: The Story и выпущен в Великобритании 22 апреля 2002 года в чарт-баттл с Sugababes, которые как раз в тот день выпустили свой сингл-возвращение. Второй сингл S Club Juniors был назван «Automatic High» и снят в Испании, в то время как у коллектива S Club 7 начались съемки в уже четвёртом сериале. Выпущенный 22 июля 2002 года, сингл занял второе место в британских чартах. Было продано 52 000 копий. Сингл в течение восьми недель держался в британском топ-75, благодаря чему было продано более 110 000 копий в Великобритании. Третий сингл «New Direction», выпущенный 7 октября, достиг второго места в британских чартах. Было продано 55 000 копий за первую неделю. Для группы песня стала третьим хитом подряд, за 6 недель было продано 130 000 копий сингла. Дебютный альбом группы S Club Juniors «Together» вышел 21 октября и занял пятое место на первой неделе продаж. Было продано 40 000 копий. Их четвёртый сингл «Puppy Love / Sleigh Ride» был выпущен 9 декабря 2002 года. Сингл дебютировал под номером шесть в британских чартах и был продан в количестве 85 000 экземпляров в Великобритании, проведя восемь недель в британском Top 40.
Группа начала работу над вторым альбомом в январе 2003 года, а в апреле присоединилась к S Club в их туре S Club United. Именно тогда было объявлено об изменении названия группы с S Club Juniors на S Club 8 и новом сингле — «Fool No More». Сингл был выпущен 30 июня и достиг четвёртого места в британском чарте. За первую неделю было продано 26 000 копий, а всего в Великобритании — 75 000. Второй сингл нового альбома, «Sundown», был выпущен в Великобритании 29 сентября 2003 года. Он достиг четвёртого места в Великобритании и стал их шестым и последним хитом первой десятки после 37 000 проданных копий за первую неделю и 80 000 в целом. Альбом «Sundown» был выпущен 13 октября 2003 года и собрал совсем невеселые рецензии. Он достиг номера 13 в британских чартах, упав до 40 места на второй неделе. Было продано 60 000 копий альбома в Великобритании и 315 859 по всему миру. Шестой сингл «Don’t Tell Me You’re Sorry» был выпущен в Великобритании 29 декабря 2003 года и достиг 11 места в Великобритании, став первым синглом, попавшим в чарт, будучи за пределами первой десятки.

### 2004—2007: ПослеS Club 8
В 2004 году участники группы S Club 8 снялись в сериале «Я мечтаю». Сюжет разворачивался в летней школе «Avalon Heights», которой руководил профессор Тоун (в исполнении Кристофера Ллойда), где герои пытались улучшить свои таланты в сценическом искусстве. В шоу было много песен и танцев: обычно по две в каждом эпизоде. Коллектив S Club 8 распался в начале 2005 года.
В период с 2005 по 2006 год, после раскола S Club 8, Хьюмс стала соведущей детской телепрограммы BBC «Smile». Программа вышла в эфир в воскресенье утром на BBC Two. Хьюмс покинула программу в 2006 году по неизвестным причинам, и вскоре программа была закрыта.
В конце октября 2006 года Рошель Хьюмс был частью группы под названием «The TigerLilys», у которой на странице MySpace отображались два трека. Группа распалась, не успев подписать контракт с лейблом и не выпустив какого-либо материала на коммерческой основе. В феврале 2007 года Хьюмс появилась на «Never Mind The Buzzcocks» в шоу «Identity Parade», где участники догадываются, какой из пяти человек был представлен в старом музыкальном видео. Команда, состоящая из Билла Бэйли, Рассела Ховарда и Ромео Стодарта (из группы «The Magic Numbers»), правильно выбрала Хьюмс из состава. 22 октября 2009 года, вновь обретя славу (теперь уже в «The Saturdays»), Хьюмс вернется в «Never Mind the Buzzcocks» в команде Фила Джупита.

### 2007—2014: «The Saturdays»
С 2007 года Рошель Хьюмс является членом женской группы The Saturdays, другими членами которой являются Уна Хили, Молли Кинг, Ванесса Уайт и бывший член S Club 8 Фрэнки Бридж. The Saturdays дебютировали в чарте в июле 2008 года с песней «If This Is Love», которая попала в первую десятку в Великобритании. Их следующий сингл «Up» был выпущен в октябре 2008 года и дебютировал под номером пять в британском чарте; на сегодняшний день сингл был продан в количестве 3000000 экземпляров только в Великобритании, а также оставался в чартах в течение 30 недель. Дебютный студийный альбом группы, «Chasing Lights» (2008), попал в первую десятку на британском чарте альбомов и был награждён платиновым статусом продаж Британской фонографической индустрией (BPI). «Work» был последним синглом, выпущенным на "Chasing Lights ". "Wordshaker " (2009) стал последним студийным альбомом группы. Он также вошёл в десятку лучших в чарте альбомов Великобритании и получил статус Серебряного. «Headlines!» (2010) был выпущен как первый мини-альбом группы и занял третье место в чарте альбомов Великобритании и десятое место в чарте ирландских альбомов. Синглы группы «Missing You» и «Higher» стали очень коммерчески успешными, а «Higher», в частности, провела целых 20 недель в чарте. В третий студийный альбом «On Your Radar» (2011) вошли три очень успешных сингла, два из которых — «Notorious» и «All Fired Up», вошедшие в десятку лучших в британском чарте. «My Heart Takes Over» также была выпущена в этом альбоме.
Группа The Saturdays выпустила ещё одно произведение, «Chasing The Saturdays», правда только в Северной Америке. Четвёртый студийный альбом группы, «Living for the Weekend», увидел релиз синглов: «30 Days», «What About Us», «Gentleman» и «Disco Love».

## ТВ
Хьюмс начала свою карьеру телеведущей с совместного ведения детского утреннего телешоу «Smile» в 2004 году. Впоследствии она будет участвовать во многих телепрограммах.
С 2014 года Рошель выступает одним из организаторов телемарафона BBC «Дети, нуждающиеся в помощи». 3 января 2015 года Рошель Хьюмс и Александр Армстронг совместно провели специальный выпуск программы BBC One «Frank Sinatra: Our Way». 18 июня 2015 года Хьюмс была утверждена на роль нового соведущего телепрограммы «Xtra Factor», заменив Сару-Джейн Кроуфорд.

## Другое
В июне 2014 года Хьюмс представила свой первый ассортимент одежды для «Very». Она появилась в некоторых коммерческих рекламных роликах компании.
С марта 2018 года Рошель начала работать с модным ритейлером «New Look».
В феврале 2019 года Хьюмс опубликовала свою первую детскую книгу «The Mega Magic Hair Swap». Книга получила положительные отзывы от критиков и общественности.
В начале 2020 года Рошель запустила линию детской косметики «My Little Coco» в магазинах «Boots».

## Личная жизнь
С 27 июля 2012 года Рошель замужем за музыкантом и актёром Марвином Хьюмсом, с которым она встречалась 2 года до их свадьбы. У супругов трое детей — дочери Алэйя-Мэй Хьюмс (род.20.05.2013), Валентина Рэйн Хьюмс (род.10.03.2017) и сын Блейк Хэмптон Шелби-Блайндер Хьюмс (род. 9 октября 2020).

## Фильмография
- S Club Search (2002)
- S Club Juniors: The Story (2002)
- Viva S Club (2002)
- I Dream (2004)
- Smile (2005—2006)
- Nobodys (2006)
- Hollyoaks Later (2008)
- Myths (2009)